# NGC 4940
NGC 4940 (również PGC 45235) – galaktyka spiralna (Sa), znajdująca się w gwiazdozbiorze Centaura. Odkrył ją John Herschel 3 marca 1837 roku.